# Bolskros

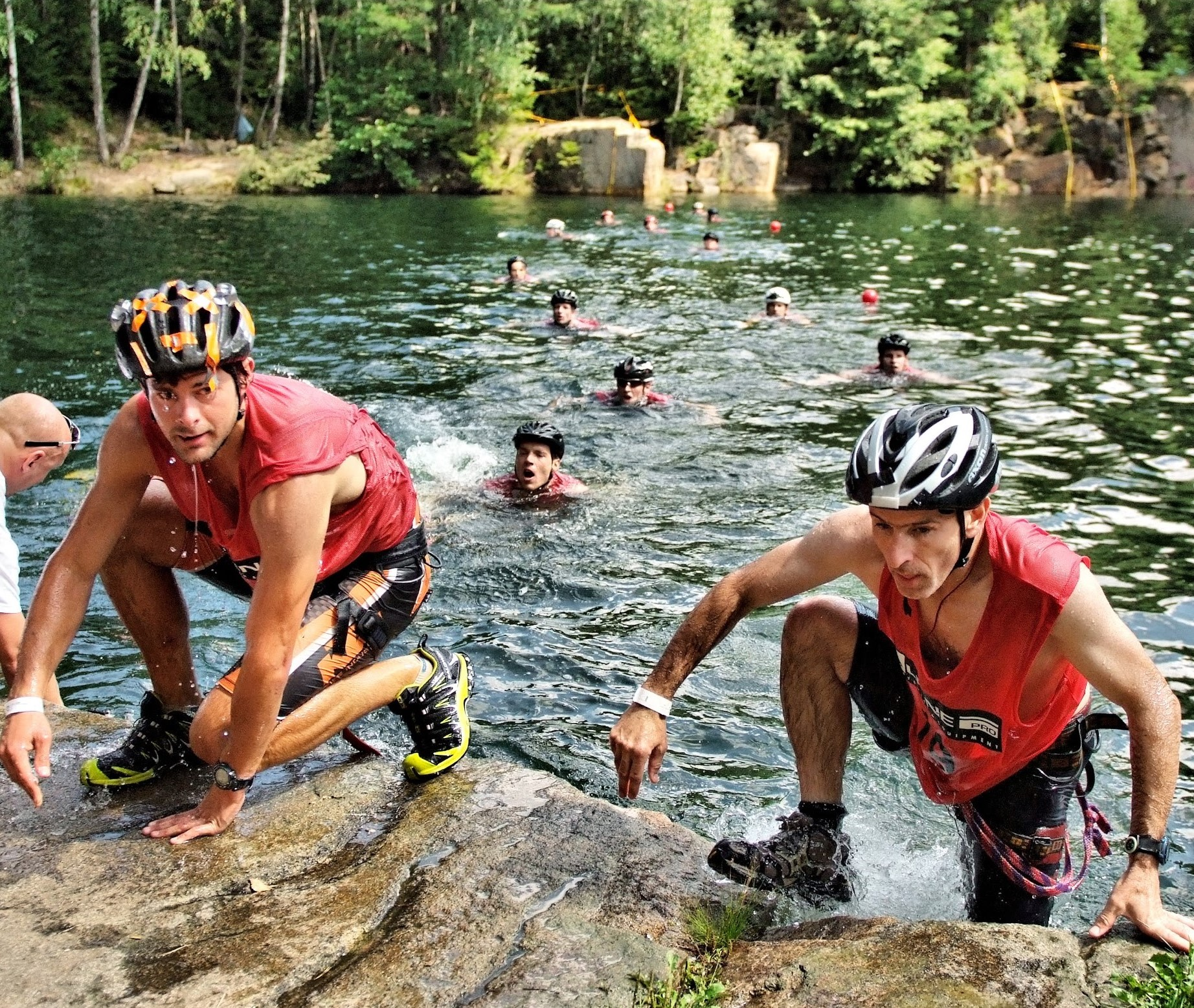
Součástí Bolskrosu bývá i plavání

Bolskros je náročná přírodní překážková dráha, kterou absolvují závodníci jako jednu z disciplín během závodů označených jako survival či adventure race, nazývaných česky přírodní víceboj.

## Popis
Trať je vyznačena vytyčovacími páskami (tzv. mlíka). Přírodní víceboje se pořádají na různých místech, tedy i Bolskros je pokaždé originální a jeho délka se odvíjí mj. od toho, kolik dostane její stavitel k dispozici pásky (20 min – 2 h). Bolskros bývá stavěn pro závody dvojic či družstev a předpokládá vzájemnou pomoc a týmovou spolupráci.
K Bolskrosu patří šplhání do strmého kopce a sbíhání či sjíždění prudkého svahu zase dolů, lezení po provazovém žebříku, síti, slaňování, přelézání malých či větších skalek, skoky do vody, plavání v lomu, ale také třeba chůze po zdi ruiny, brodění se říčním korytem, či slaňování z hradní věže.

## Historie
Disciplínu vymyslel a trať staví Miroslav Bolf (zvaný Bols), který víceméně celý svůj profesní život učil na Vysoké škole ekonomické v Centru tělesné výchovy a sportu. Odsud tedy její název: Bolskros.

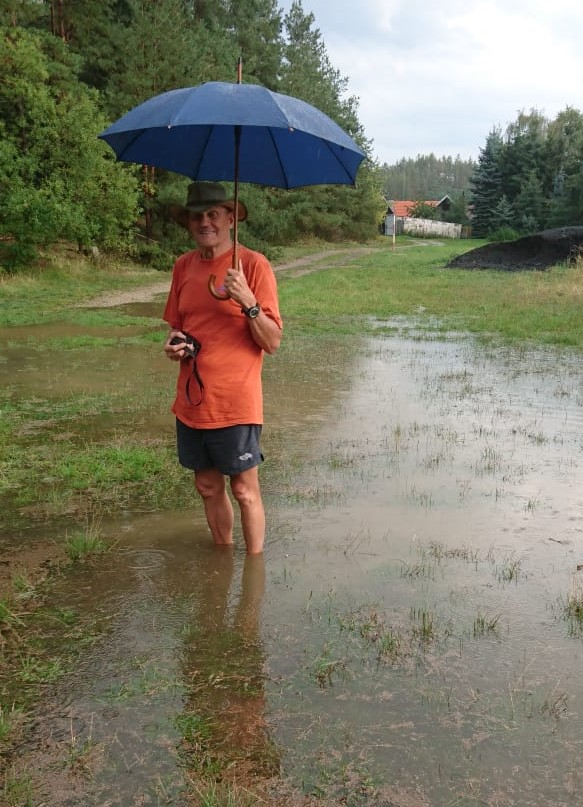
Miroslav Bolf, autor Bolskrosu

Jako první vyzkoušeli Bolsův um závodníci Czech Adventure Race 2003 v Českém Vrbném. Trať vedla v prostoru zříceniny Dívčího hradu nad řekou Vltavou a její součástí bylo slanění z hradní věže i s kolem. Od té doby je součástí mixu disciplín tohoto závodu.
V roce 2012 se přidal závod EPO Survival, který hned od prvního ročníku do svého portfolia disciplín zařadil také Bolskros. Sám Bols však pro EPO Survival dráhu nikdy nestavěl, navrhl trasu pro první ročník závodu a dal pořadatelům svolení k užívání zavedeného jména i pro další ročníky.

## Externí odkazy

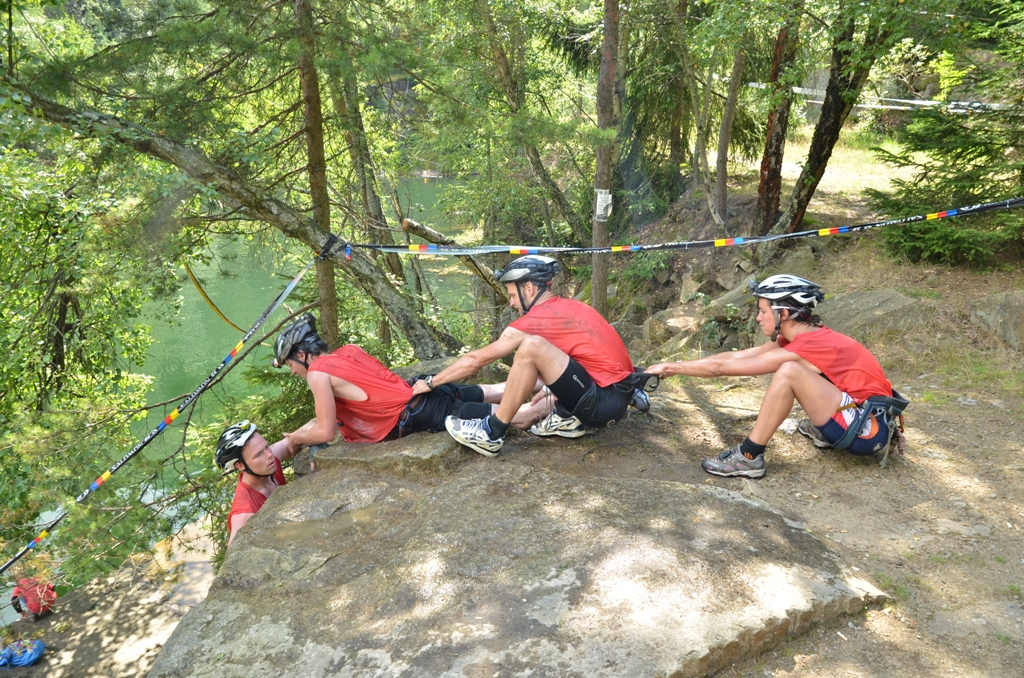
Zkouška schopnosti týmové spolupráce